# Têtes de papier (film)
Pour plus de détails, voir Fiche technique et Distribution.
Têtes de papier (titre original : Papierové hlavy) est un documentaire franco-germano-helvéto-tchéco-slovaque réalisé par Dušan Hanák, sorti en 1995.
Le film montre les différentes facettes du régime communiste en Tchécoslovaquie entre 1945 et 1989 et termine par des témoignages sur les sentiments d'après-révolution présents dans les années 1990-1995.
Hanák a réussi à créer un film très fort en intercalant les images de la propagande communiste avec les témoignages des victimes du régime. L'ambiance est presque surréaliste, kafkaïenne, mais cette fois-ci, il ne s'agit pas d'un roman…

## Synopsis
Dans le film de 96 min, on traverse les moments pénibles de l'histoire tchécoslovaque, de l'après-guerre - les décrets Beneš, la prise du pouvoir par les communistes lors du coup de Prague, la stalinisation indiquée par les procès de Milada Horáková et Rudolf Slánský, le Printemps de Prague et l'occupation par les armées du Pacte de Varsovie.
Le film se termine par des réflexions sur la liberté, où on peut sentir les hésitations ressenties par la population dans la période chaotique sous le gouvernement de Vladimír Mečiar, accompagné par le capitalisme sauvage, souvent contrôlé par les anciens collaborateurs du régime...